# Az Amikor Henry találkozott… epizódjainak listája
Ez a lista Amikor Henry találkozott…  című animációs sorozat epizódjait tartalmazza.

## Évados áttekintés
| Évad | Évad | Epizódok | Eredeti sugárzás | Eredeti sugárzás | Magyar sugárzás     | Magyar sugárzás  |
| Évad | Évad | Epizódok | Évadpremier      | Évadfinálé       | Évadpremier         | Évadfinálé       |
| ---- | ---- | -------- | ---------------- | ---------------- | ------------------- | ---------------- |
|      | 1    | 26       | 2015. július 13. | 2017. június 23. | 2017. január 23.    | 2017. február 8. |
|      | 2    | 26       |                  |                  | 2017. július 10.    | 2017. július 24. |
|      | 3    | 26       |                  |                  | 2018. szeptember 3. | TBA              |

## Epizódok

### 1. évad
| #   | #   | Eredeti cím                       | Magyar cím                                      | Eredeti premier    | Magyar premier   |
| --- | --- | --------------------------------- | ----------------------------------------------- | ------------------ | ---------------- |
| 1.  | 1.  | The Day Henry Met...A Football    | Amikor Henry találkozott... a focilabdával      | 2015. július 13.   | 2017. január 23. |
| 2.  | 2.  | The Day Henry Met...A Shield      | Amikor Henry találkozott... a pajzzsal          | 2015. július 14.   | 2017. január 23. |
| 3.  | 3.  | The Day Henry Met...A Parrot      | Amikor Henry találkozott... a papagájjal        | 2015. július 15.   | 2017. január 24. |
| 4.  | 4.  | The Day Henry Met...A Guitar      | Amikor Henry találkozott... a gitárral          | 2015. július 16.   | 2017. január 24. |
| 5.  | 5.  | The Day Henry Met...A Microscope  | Amikor Henry találkozott... a mikroszkóppal     | 2015. július 17.   | 2017. január 25. |
| 6.  | 6.  | The Day Henry Met...An Aeroplane  | Amikor Henry találkozott... a repülőgéppel      | 2015. július 18.   | 2017. január 25. |
| 7.  | 7.  | The Day Henry Met...A Statue      | Amikor Henry találkozott... a szoborral         |                    | 2017. január 26. |
| 8.  | 8.  | The Day Henry Met...A Clock       | Amikor Henry találkozott... az ingaórával       |                    | 2017. január 26. |
| 9.  | 9.  | The Day Henry Met...A Life Boat   | Amikor Henry találkozott... a mentőcsónakkal    |                    | 2017. január 27. |
| 10. | 10. | The Day Henry Met...A Letter      | Amikor Henry találkozott... a levéllel          |                    | 2017. január 27. |
| 11. | 11. | The Day Henry Met...A Panda       | Amikor Henry találkozott... a pandával          |                    | 2017. január 29. |
| 12. | 12. | The Day Henry Met...A Balloon     | Amikor Henry találkozott... a lufival           |                    | 2017. január 29. |
| 13. | 13. | The Day Henry Met...A Train       | Amikor Henry találkozott... a vonattal          |                    | 2017. január 30. |
| 14. | 14. | The Day Henry Met...A Whale       | Amikor Henry találkozott... a bálnával          |                    | 2017. január 30. |
| 15. | 15. | The Day Henry Met...A Rooster     | Amikor Henry találkozott... a kakassal          |                    | 2017. február 1. |
| 16. | 16. | The Day Henry Met...A Lighthouse  | Amikor Henry találkozott... a világítótoronnyal |                    | 2017. február 1. |
| 17. | 17. | The Day Henry Met...A Car         | Amikor Henry találkozott... a versenyautóval    |                    | 2017. február 2. |
| 18. | 18. | The Day Henry Met...A Cow         | Amikor Henry találkozott... a tehénnel          |                    | 2017. február 2. |
| 19. | 19. | The Day Henry Met...A Rabbit      | Amikor Henry találkozott... a nyúllal           |                    | 2017. február 3. |
| 20. | 20. | The Day Henry Met...A Fire Engine | Amikor Henry találkozott... a tűzoltóautóval    |                    | 2017. február 3. |
| 21. | 21. | The Day Henry Met...A Digger      | Amikor Henry találkozott... a markolóval        |                    | 2017. február 6. |
| 22. | 22. | The Day Henry Met...A Daffodil    | Amikor Henry találkozott... a nárcisszal        |                    | 2017. február 6. |
| 23. | 23. | The Day Henry Met...The Mountain  | Amikor Henry találkozott... a heggyel           |                    | 2017. február 7. |
| 24. | 24. | The Day Henry Met...A Gorilla     | Amikor Henry találkozott... a gorillával        |                    | 2017. február 7. |
| 25. | 25. | The Day Henry Met...A Cake        | Amikor Henry találkozott... a tortával          |                    | 2017. február 8. |
| 26. | 26. | The Day Henry Met...The Moon      | Amikor Henry találkozott... a holddal           | 2015. augusztus 6. | 2017. február 8. |

### 2. évad
| #   | #   | Eredeti cím                           | Magyar cím                                         | Eredeti premier | Magyar premier   |
| --- | --- | ------------------------------------- | -------------------------------------------------- | --------------- | ---------------- |
| 27. | 1.  | The Day Henry Met... a Sock           | Amikor Henry találkozott... a zoknival             |                 | 2017. július 10. |
| 28. | 2.  | The Day Henry Met... a Comic          | Amikor Henry találkozott... a képregénnyel         |                 | 2017. július 10. |
| 29. | 3.  | The Day Henry Met... a Golf ball      | Amikor Henry találkozott... a golflabdával         |                 | 2017. július 11. |
| 30. | 4.  | The Day Henry Met... an Ice cream Van | Amikor Henry találkozott... a fagylaltos kocsival  |                 | 2017. július 11. |
| 31. | 5.  | The Day Henry Met... a Dinosaur Bone  | Amikor Henry találkozott... a dinoszauruszcsonttal |                 | 2017. július 12. |
| 32. | 6.  | The Day Henry Met... a Truck          | Amikor Henry találkozott... a vontatóval           |                 | 2017. július 12. |
| 33. | 7.  | The Day Henry Met... a Telescope      | Amikor Henry találkozott... a teleszkóppal         |                 | 2017. július 13. |
| 34. | 8.  | The Day Henry Met... a Tennis Racket  | Amikor Henry találkozott... a teniszütővel         |                 | 2017. július 13. |
| 35. | 9.  | The Day Henry Met... A Skateboard     | Amikor Henry találkozott... a gördeszkával         |                 | 2017. július 14. |
| 36. | 10. | The Day Henry Met... some Broccoli    | Amikor Henry találkozott... a brokkolival          |                 | 2017. július 14. |
| 37. | 11. | The Day Henry Met... a Cauldron       |                                                    |                 | 2017. július 17. |
| 38. | 12. | The Day Henry Met... an Apple         | Amikor Henry találkozott... az almával             |                 | 2017. július 17. |
| 39. | 13. | The Day Henry Met... a Toothbrush     | Amikor Henry találkozott... a fogkefével           |                 | 2017. július 18. |
| 40. | 14. | The Day Henry Met... a Rainbow        | Amikor Henry találkozott... a szivárvánnyal        |                 | 2017. július 18. |
| 41. | 15. | The Day Henry Met... A Violin         | Amikor Henry találkozott... a hegedűvel            |                 | 2017. július 19. |
| 42. | 16. | The Day Henry Met... a Camera         | Amikor Henry találkozott... a fényképezőgéppel     |                 | 2017. július 19. |
| 43. | 17. | The Day Henry Met... A Bear           | Amikor Henry találkozott... a medvével             |                 | 2017. július 20. |
| 44. | 18. | The Day Henry Met... a Dustbin        | Amikor Henry találkozott... a kukával              |                 | 2017. július 20. |
| 45. | 19. | The Day Henry Met... a Christmas Tree | Amikor Henry találkozott... a karácsonyfával       |                 | 2017. július 21. |
| 46. | 20. | The Day Henry Met... a Sponge         | Amikor Henry találkozott... a szivaccsal           |                 | 2017. július 21. |
| 47. | 21. | The Day Henry Met... a Horse          | Amikor Henry találkozott... a lóval                |                 | 2017. július 22. |
| 48. | 22. | The Day Henry Met... a Canvas         | Amikor Henry találkozott... a vászonnal            |                 | 2017. július 22. |
| 49. | 23. | The Day Henry Met... Running Shoes    | Amikor Henry találkozott... a futócipőkkel         |                 | 2017. július 23. |
| 50. | 24. | The Day Henry Met... a Teapot         | Amikor Henry találkozott... a kannával             |                 | 2017. július 23. |
| 51. | 25. | The Day Henry Met... a Caterpillar    | Amikor Henry találkozott... a zöld hernyóval       |                 | 2017. július 24. |
| 52. | 26. | The Day Henry Met... a Bowling Ball   | Amikor Henry találkozott... a bowling golyóval     |                 | 2017. július 24. |

### 3. évad
| #   | #   | Eredeti cím                               | Magyar cím                                     | Eredeti premier | Magyar premier       |
| --- | --- | ----------------------------------------- | ---------------------------------------------- | --------------- | -------------------- |
| 53. | 1.  | The Day Henry Met... A Bowtie             |                                                |                 | 2018. szeptember 3.  |
| 54. | 2.  | The Day Henry Met....a Bus                | Amikor Henry találkozott... a busszal          |                 | 2018. szeptember 4.  |
| 55. | 3.  | The Day Henry Met....a Surfboard          |                                                |                 | 2018. szeptember 5.  |
| 56. | 4.  | The Day Henry Met....a BMX                |                                                |                 | 2018. szeptember 6.  |
| 57. | 5.  | The Day Henry Met....a Helicopter         |                                                |                 | 2018. szeptember 7.  |
| 58. | 6.  | The Day Henry Met....a Submarine          |                                                |                 | 2018. szeptember 10. |
| 59. | 7.  | The Day Henry Met.... a Base Ball Bat     | Amikor Henry találkozott... a Baseball ütővel  |                 | 2018. szeptember 11. |
| 60. | 8.  | The Day Henry Met... A Sheepdog           | Amikor Henry találkozott... a pásztor kutyával |                 | 2018. szeptember 12. |
| 61. | 9.  | The Day Henry Met....a Cactus             | Amikor Henry találkozott... a kaktusszal       |                 | 2018. szeptember 13. |
| 62. | 10. | The Day Henry Met....an Elephant          | Amikor Henry találkozott... az elefánttal      |                 | 2018. szeptember 14. |
| 63. | 11. | The Day Henry Met....a School Warden      |                                                |                 | 2018. szeptember 17. |
| 64. | 12. | The Day Henry Met....an Arcade Machine    | Amikor Henry találkozott... a játékgéppel      |                 | 2018. szeptember 18. |
| 65. | 13. | The Day Henry Met... Ballet Shoe          | Amikor Henry találkozott... a balett cipővel   |                 | 2018. szeptember 19. |
| 66. | 14. | The Day Henry Met.....a Sink              | Amikor Henry találkozott... a mosdóval         |                 | 2018. szeptember 20. |
| 67. | 15. | The Day Henry Met.... a Trophy            | Amikor Henry találkozott... a trófeával        |                 | 2018. szeptember 21. |
| 68. | 16. | The Day Henry Met....a Hot Air Balloon    | Amikor Henry találkozott... a hőlégballonnal   |                 | 2018. szeptember 24. |
| 69. | 17. | The Day Henry Met... a Bee                | Amikor Henry találkozott... a méhhel           |                 | 2018. szeptember 25. |
| 70. | 18. | The Day Henry Met....a Compass            | Amikor Henry találkozott... az iránytűvel      |                 | 2018. szeptember 26. |
| 71. | 19. | The Day Henry Met.....a Box of Chocolates | Amikor Henry találkozott... a csoki dobozzal   |                 | 2018. szeptember 27. |
| 72. | 20. | The Day Henry Met.....a Lamp              | Amikor Henry találkozott... a lámpással        |                 | 2018. szeptember 28. |
| 73. | 21. | The Day Henry Met… A Cookbook             |                                                |                 |                      |
| 74. | 22. | The Day Henry Met… A Pan                  |                                                |                 |                      |
| 75. | 23. | The Day Henry Met...an Easter Egg         | Amikor Henry találkozott… a húsvéti tojással   |                 | 2019. április 21.    |
| 76. | 24. | The Day Henry Met… A Mannequin            |                                                |                 |                      |
| 77. | 25. | The Day Henry Met… A Brush                |                                                |                 |                      |
| 78. | 26. | The Day Henry Met… A Bell                 |                                                |                 |                      |